# جيمي لورانس
جيمي لورانس (بالإنجليزية: Jamie Lawrence)‏ (8 مارس 1970 في المملكة المتحدة - ) هو مدرب كرة قدم ولاعب كرة قدم جامايكي في مركز جناح ‏. شارك مع منتخب جامايكا لكرة القدم. أما مع النوادي، فقد لعب مع برادفورد سيتي وغريمسبي تاون وليستر سيتي ونادي برينتفورد ونادي دونكاستر روفرز ونادي سندرلاند ونادي مارغيت ونادي والسول وويغان أتلتيك ونادي وورثينغ ونادي فيشر أثليتيك وAshford Town (Middlesex) F.C. ‏ وBanstead Athletic F.C. ‏ ونادي كوبهام ‏ وCowes Sports F.C. ‏ وTooting & Mitcham United F.C. ‏ وHarrow Borough F.C. ‏ وSutherland Sharks FC ‏.

## وصلات خارجية
- جيمي لورانس على موقع الاتحاد الدولي (مؤرشف)  (الإنجليزية)
- جيمي لورانس على موقع قاعدة بيانات كرة القدم.إي يو (الإنجليزية)
- جيمي لورانس على موقع ناشيونال فوتبول تيمز (الإنجليزية)
- جيمي لورانس على موقع عالم كرة القدم.نت (الإنجليزية)